# Практическая эскадра Балтийского моря
Практическая эскадра Балтийского моря (Учебная эскадра Балтийского флота) — соединение кораблей Российского императорского флота, созданное в период начала строительства паровых броненосных кораблей для подготовки личного состава Балтийского флота. Создана при активном участии адмирала Г. И. Бутакова.

## История Практической эскадры

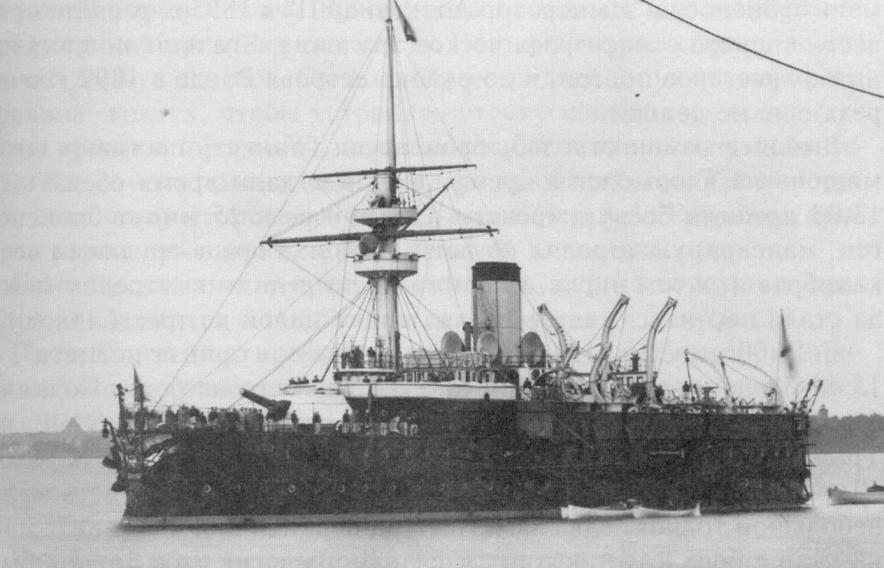
Броненосец «Гангут», входивший в состав Практической эскадры

## Командующие
- 1885—1887 вице-адмирал Пилкин, Константин Павлович